# Diastella proteoides
Diastella proteoides  (лат.) — вид растений рода Diastella семейства Протейные. Вечнозелёный низкорослый кустарник высотой до 0,5 м. 

## Описание

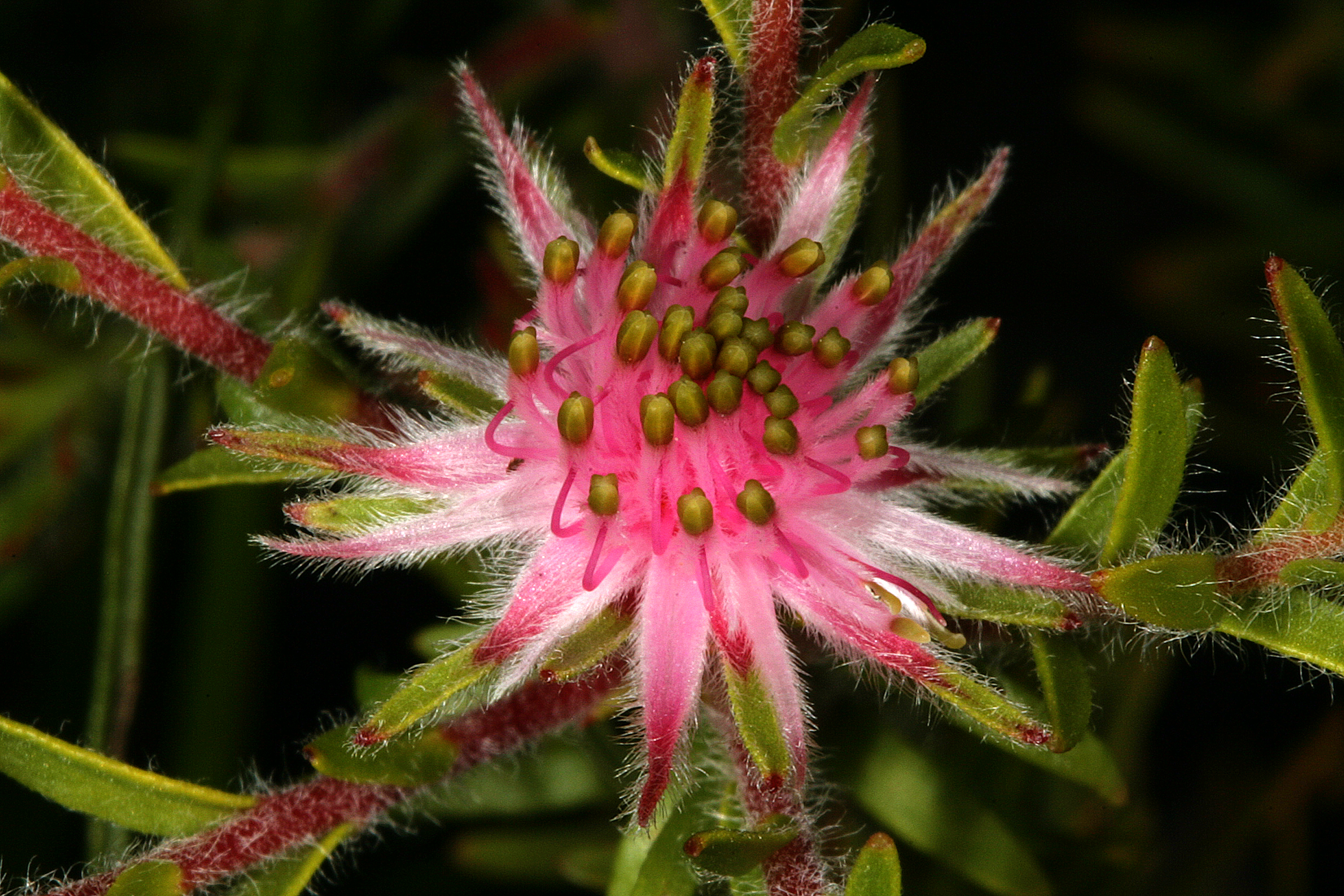
Цветок D. proteoides (окрестности Клеймонда, Южная Африка).

Diastella proteoides — вечнозелёный низкорослый кустарник с длинными тонкими ветвями, шириной до 3 м и высотой, как правило, до 0,5 м. Стебли покрыты волосками и характерно красные. Листья — тонкие линейные. Головки мелких цветков диаметром 10 мм образуются на концах ветвей. У каждого цветка — изящная розетка в форме звезды, околоцветники — волосистые. Цветёт в течение года, но в основном — с июля по февраль.

## Ареал и местообитание

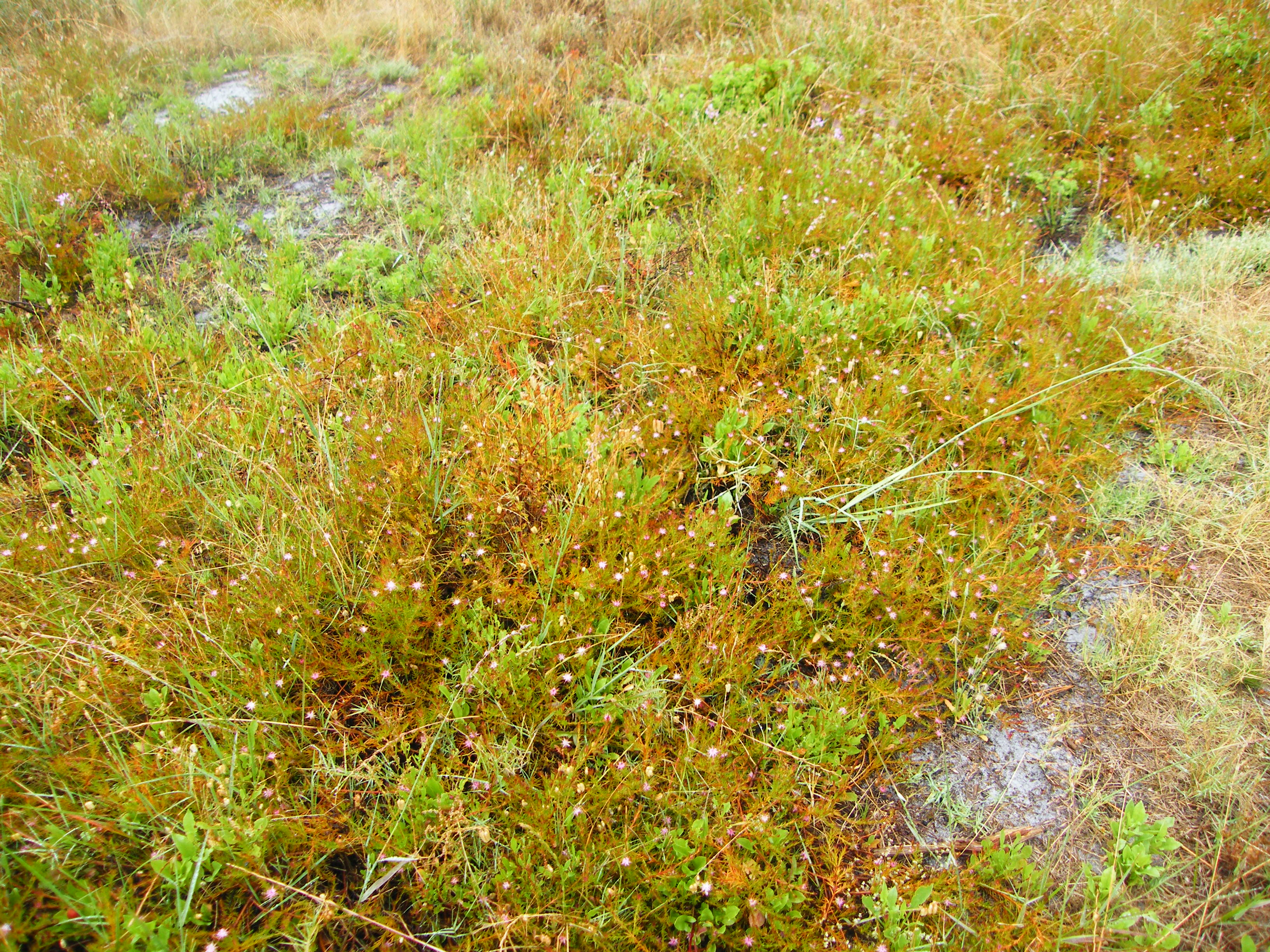
D. proteoides в естественной среде обитания.

Встречается от мыса Флэтс у Токаи близ Кейптауна и на восток до Эерсте-ривер и Паарл и на север до Мамре сразу за городом Атлантис. Когда-то встречался в изобилии на мысе Флэтс, но большая часть южной популяции исчезла. Небольшая популяция осталась в окрестностях пригорода Кейптауна Токаи. Растение относится к уязвимым видам, занесенным в Красную книгу, и, вероятно, будет отнесёно к вымирающим.
D. proteoides растёт в основном на хорошо дренированных песчаных кислых почвах, бедных питательными веществами. Предпочитает полное солнечное освещение, но встречается и в частичной тени других кустарников. Предпочитает средиземноморский тип климата с дождливой зимой и сухим летом. Местообитание характеризуется прохладными сильными ветрами, которые поддерживают сухость листьев и низкую влажность воздуха. Это важно, так как растение чувствительно к грибковым инфекциям, развивающимся во влажных тёплых условиях.

## Экология
Цветок образует единственное небольшое семя. Семена после созревания падают на землю. Их собирают муравьи, которые переносят плоды в своё подземное гнездо, где поедают сочную часть семян, муравьный хлеб. В гнезде семена остаются защищены от огня, птиц и грызунов. Семена активно прорастают осенью после пожаров, уничтожающих взрослые растения. Таким образом, периодические пожары с достаточным временем для возобновления роста и производства новых семян является необходимой частью цикла роста куста.

## История изучения
Впервые встречается у Карла Линнея. В 1913 году Diastella proteoides описана Джорджом Дрюсом в публикации в Rep. Bot. Exch. Club Soc. Brit. Isles 3: 417 1913 publ. 1914.
Синонимы:
- Diastella ericaefolia Salisb. ex Knight
- Diastella ericifolia Salisb. ex Knight[3]